# يوم الحرية (جنوب إفريقيا)

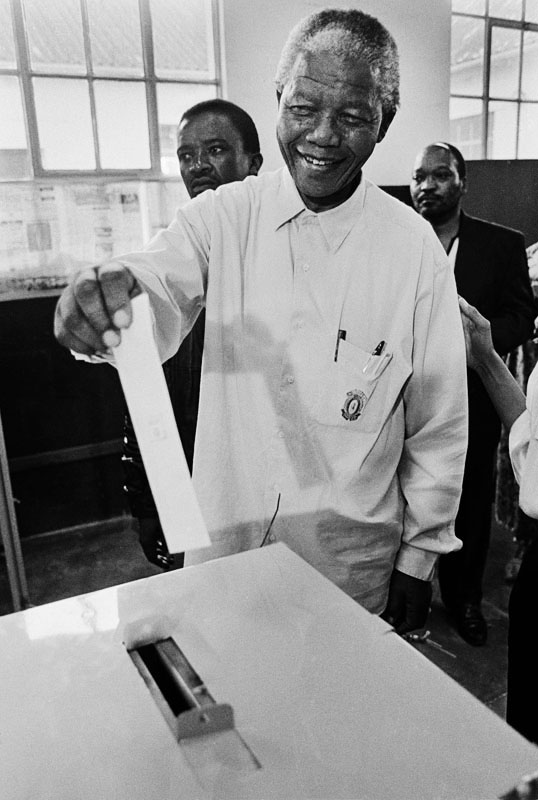
الرئيس الراحل نيلسون مانديلا يدلي بصوته في أول انتخابات حرة نزيهة غير عنصرية في تاريخ جنوب أفريقيا

يوم الحرية هو عطلة رسمية في جنوب أفريقيا يحتفل به يوم ال 27 أبريل نيسان من كل سنة.
وهو يوم يرتبط بذكرى أول انتخابات حرة نزيهة اجريت سنة 1994، بعد سقوط نظام الفصل العنصري بما يصطلح عليه أبارتايد.
لهذا يعد هذا اليوم يوما تاريخيا في جنوب أفريقيا والعالم، فهو رمز العدالة والحرية الاجتماعية والانعتاق من العبودية والعنصرية.